# Gregory John Mansour
Gregory John Mansour (Flint, 11 novembre 1955) è un vescovo cattolico statunitense, dal 10 gennaio 2004 eparca di San Marone di Brooklyn.

## Biografia
Gregory John Mansour è nato a Flint, nel Michigan, l'11 novembre 1955 ed è il maggiore dei sei figli di George Mansour e Gloria (nata Farhat). I suoi antenati sono originari di Ehden, Tibneen e Damour in Libano, Nazareth in Palestina (ora Israele) e Damasco, in Siria.

### Formazione e ministero sacerdotale
Nel 1977 ha conseguito la laurea in educazione sanitaria presso la Western Michigan University di Kalamazoo. Lo stesso anno è entrato nel seminario maronita di Nostra Signora del Libano a Washington. Nel 1981 ha conseguito la laurea specialistica in studi teologici presso l'Università Cattolica d'America.
Il 18 settembre 1982 è stato ordinato presbitero per l'eparchia di San Marone di Brooklyn nella chiesa di Nostra Signora del Libano a Flint da monsignor John George Chedid, vescovo ausiliare di San Marone di Brooklyn. L'anno successivo ha conseguito la licenza in teologia spirituale presso la Pontificia Università Gregoriana a Roma. Lo stesso anno è diventato parroco della parrocchia di San Giorgio a Uniontown. Dal 1987 al 1994 è stato responsabile dei diaconi e dei suddiaconi dell'eparchia.
Il 19 febbraio 1994 si è incardinato nella nuova eparchia di Nostra Signora del Libano a Los Angeles. L'eparca John George Chedid gli ha chiesto di prestare servizio come protosincello, cancelliere eparchiale e funzionario finanziario. Il 21 gennaio 1996 l'eparca lo ha elevato alla dignità di corepiscopo. Dal 1998 al 2001 ha frequentato l'Università della California a Los Angeles come studente laureato nel programma di lingue e culture del Vicino oriente, con particolare attenzione agli studi islamici. Nel marzo del 2001, su richiesta di monsignor Robert Joseph Shaheen, secondo vescovo dell'eparchia, si è trasferito a Saint Louis mantenendo l'ufficio di protosincello e assumendo l'incarico aggiuntivo di rettore della concattedrale di San Raimondo. Ha anche insegnato teologia spirituale al seminario "Kenrick-Glennon" di Saint Louis dal 2002 al 2003.

### Ministero episcopale
Il 10 gennaio 2004 papa Giovanni Paolo II lo ha nominato eparca di San Marone di Brooklyn. Ha ricevuto l'ordinazione episcopale in Libano dal cardinale Nasrallah Pierre Sfeir, patriarca di Antiochia dei Maroniti, co-consacranti il vescovo ausiliare di Antiochia dei Maroniti Roland Aboujaoudé e l'eparca emerito di San Marone di Brooklyn Stephen Hector Youssef Doueihi. Ha preso possesso dell'eparchia il 27 aprile successivo con una cerimonia nella cattedrale di Nostra Signora del Libano a Brooklyn.
Nel maggio del 2012 e nel novembre del 2018 ha compiuto la visita ad limina.
In seno alla Conferenza dei vescovi cattolici degli Stati Uniti è membro del comitato per la vita e del comitato per la catechesi e l'evangelizzazione. Continua a prestare servizio anche nel dialogo cattolico-ortodosso.
È anche un membro attivo del Sinodo dei vescovi maroniti che si riunisce ogni anno in Libano.
Oltre a prestare servizio come segretario di Christian Arab and Middle Eastern Churches Together (CAMECT), è anche membro del consiglio di fondazione dell'Università Cattolica d'America, del consiglio di Catholic Relief Services, del consiglio di Aiuto alla chiesa che soffre, del consiglio di Caritas Libano e del consiglio di Telelumiere/Noursat. È attivamente coinvolto nelle attività di In Defense of Christians (IDC) per sostenere e difendere i cristiani del Medio Oriente.
Il 22 novembre 2016 è stato nominato presidente del consiglio di amministrazione di Catholic Relief Services. È succeduto all'arcivescovo di Oklahoma City Paul Stagg Coakley. Aveva già viaggiato in Libano e Giordania per vedere le attività di CRS in favore dei rifugiati della guerra civile siriana, così come a El Salvador e in Egitto.
Il 7 aprile 2020 ha annunciato che si stava riprendendo dal COVID-19 contratto dopo avere incontrato un individuo malato a New York.

## Genealogia episcopale
La genealogia episcopale è:
- Patriarca Youhanna Boutros Bawwab el-Safrawi
- Patriarca Jirjis Rizqallah
- Patriarca Stefano Douayhy
- Patriarca Yaaqoub Boutros Awwad
- Patriarca Semaan Boutros Awwad
- Patriarca Youssef Boutros Estephan
- Patriarca Youhanna Boutros Helou
- Patriarca Youssef Boutros Hobaish
- Patriarca Boulos Boutros Massaad
- Patriarca Elias Boutros Hoayek
- Patriarca Antoun Boutros Arida
- Cardinale Paul Pierre Méouchi
- Cardinale Nasrallah Pierre Sfeir
- Vescovo Gregory John Mansour